# Lætitia Bambara
Laetitia Kimalou Bambara (sinh ngày 30 tháng 3 năm 1984 tại Bordeaux, Pháp) là một vận động viên ném búa người Pháp-Burkina Faso. Cô đã giành được một số huy chương về huy chương lục địa ngoài việc hoàn thành thứ tư tại Đại học Mùa hè 2007.
Thành tích tốt nhất của cô ấy trong sự kiện là 68,59 mét (Sotteville-lès-Rouen, tháng 6 năm 2016) là kỷ lục Burkina Faso hiện tại và tốt nhất mọi thời đại thứ 2 ở Châu Phi.

## Thành tích giải đấu
| Năm                       | Giải đấu                      | Địa điểm                           | Thứ hạng          | Nội dung          | Chú thích         |
| Representing Pháp         | Representing Pháp             | Representing Pháp                  | Representing Pháp | Representing Pháp | Representing Pháp |
| ------------------------- | ----------------------------- | ---------------------------------- | ----------------- | ----------------- | ----------------- |
| 2003                      | European Junior Championships | Tampere, Finland                   | 19th (q)          | Hammer throw      | 55.16 m           |
| 2005                      | European U23 Championships    | Erfurt, Germany                    | 14th (q)          | Hammer throw      | 59.24 m           |
| 2007                      | Universiade                   | Bangkok, Thailand                  | 4th               | Hammer throw      | 65.34 m           |
| Representing Burkina Faso |                               |                                    |                   |                   |                   |
| 2012                      | African Championships         | Porto Novo, Benin                  | 2nd               | Hammer throw      | 65.08 m           |
| 2014                      | African Championships         | Marrakech, Morocco                 | 1st               | Hammer throw      | 65.44 m           |
| 2014                      | Continental Cup               | Marrakech, Morocco                 | 7th               | Hammer throw      | 58.22 m           |
| 2015                      | African Games                 | Brazzaville, Republic of the Congo | 1st               | Hammer throw      | 66.91 m           |
| 2016                      | African Championships         | Durban, South Africa               | 2nd               | Hammer throw      | 68.12 m           |
| 2017                      | Jeux de la Francophonie       | Abidjan, Ivory Coast               | 6th               | Hammer throw      | 61.15 m           |
| 2018                      | African Championships         | Asaba, Nigeria                     | 7th               | Hammer throw      | 56.35 m           |